# کلیتوس اهل ایلیریا

دورنمایی از نقشه دولت داردانیا

کلیتوس (به یونانی: Κλεῖτος؛ سال‌های فرمانروایی: ۳۳۵ تا ۲۹۵ پیش از میلاد) شاه ایلیریایی دولت داردانیا بود که در سال ۳۳۵ پیش از میلاد بر مسند قدرت نشست.
کلیتوس مغز متفکر و طراح اصلی شورش سال ۳۳۵ در ایلیریا بود. او با گلاوکیاس، حاکم دولت تاولانتی، و پلوریاس، حاکم دولت آوتاریاتی، پیمان اتحاد بست. سپس شهر پلیون را تسخیر و سربازانش را در آنجا مستقر کرد و منتظر ماند تا سربازان گلاوکیاس به او بپیوندند. اما اسکندر کبیر زودتر از گلاوکیاس به شهر پلیون رسید و شهر را محاصره کرد. گلاوکیاس به کمک کلیتوس شتافت و مقدونیان مجبور به عقب‌نشینی شدند. هرچند اسکندر با تجهیزات و تدارکات مفصل‌تری بازگشت و ماهرانه ارتش گلاوکیاس را از ارتفاعات پیرامون پس راند و مانع از به هم‌پیوستن سپاهیان گلاوکیاس با کلیتوس شد.
پس از سه روز متارکهٔ موقت جنگ، اسکندر اردوی تاولانتی را محافظت‌نشده یافت و با استفاده از تاریکی شب ایلیریایی‌ها را تارومار کرد. کلیوتس از این غائله گریخت و تاج و تختش را با پرداخت خراج به پادشاهی مقدونیه حفظ کرد.